# Christian Pineau
Pour les articles homonymes, voir Pineau.
Christian Pineau, né le 14 octobre 1904 à Chaumont (Haute-Marne) et mort le 5 avril 1995 à Paris, est un syndicaliste, homme politique et déporté résistant socialiste français. Il est compagnon de la Libération.

## Biographie

### Jeunesse et études
Christian Pineau effectue ses études secondaires à l'École alsacienne. Il suit des études de droit et de science politique. Il est titulaire d'une licence de droit et est diplômé de l'École libre des sciences politiques. 

### Parcours professionnel
Il est reçu à la Banque de France en 1926 et y travaille jusqu'en 1928. Il la quitte à cette date pour intégrer la Banque de Paris et des Pays-Bas, dont il est licencié en 1938 pour avoir soutenu un appel à la grève.
Il milite en effet à la Confédération générale du travail - Syndicaliste révolutionnaire (CGT-SR), puis à la Confédération générale du travail (CGT) et devient un proche de Léon Jouhaux. De 1936 à 1939, il est secrétaire adjoint de la Fédération des employés de Banque, puis permanent et secrétaire du conseil économique de la CGT de 1938 à 1939. Il défend alors les positions planistes.
Au début de la guerre, il est nommé chef de cabinet de Jean Giraudoux, commissaire à l'information, qui avait épousé la mère de Pineau, divorcée en 1921. Pineau dit plus tard que c'est Giraudoux qui lui a transmis l'amour de l'écriture, même si les relations entre les deux hommes étaient difficiles, Giraudoux ne partageant pas les engagements à gauche de Pineau. En 1941, Giraudoux occupe le poste d'inspecteur du ravitaillement, pour le Gouvernement de Vichy.

### Résistance et déportation
Aux débuts de la guerre, Pineau est relativement isolé, la plupart de ses proches syndicalistes, comme René Belin, versant dans le soutien à Pétain, puis la Collaboration. Il se rapproche alors de Robert Lacoste, secrétaire de la fédération des fonctionnaires CGT, avec qui il partage de nombreuses analyses.
Après la dissolution des organisations syndicales par le régime de Vichy, il est un des signataires du « Manifeste du syndicalisme français », plus connu sous le nom de « Manifeste des douze », en novembre 1940. Ce texte, qui associe responsables CGT (Pineau, Lacoste, Oreste Capocci, Léon Chevalme, Albert Gazier, Eugène Jaccoud, Pierre Neumeyer, Louis Saillant et Victor Vandeputte) et CFTC (Jules Zirnheld, Gaston Tessier et Maurice Boudaloux) pose les bases d'une résistance syndicale à l'occupant.
Résistant, il est l'un des fondateurs du mouvement Libération-Nord au côté de Jean Cavaillès dès octobre 1940. À partir de décembre, il diffuse un bulletin clandestin hebdomadaire, Libération dont il assure à peu près seul la rédaction jusqu'en mars 1942.
Christian Pineau est membre du Comité d'action socialiste, mis sur pied par Daniel Mayer pour impulser la résistance au sein de la SFIO. Le no 52 (30 novembre 1941) de Libération publie le « Manifeste du mouvement Libération-Nord » qui recrute surtout dans les milieux socialistes et syndicalistes non communistes.
En 1942, Pierre Brossolette lui propose de se rendre à Londres. Il part le 27 mars avec François Faure. Il rencontre le général Charles de Gaulle et se rallie à la France libre, bien qu'il ait des doutes sur les convictions républicaines du général. Il est à l'origine de la Déclaration du général aux mouvements de Résistance, publiée le 3 juin 1942 par le journal clandestin Libération.
Il fonde les réseaux Phalanx et Cohors-Asturies, avec Jean Cavaillès.
Revenu à Londres le 15 janvier 1943, il plaide pour une unification des mouvements de Résistance et des partis politiques, ce qui sera réalisé dans le Conseil national de la Résistance.
De retour en France, il est arrêté par la Gestapo en mai 1943 et déporté au camp de concentration de Buchenwald. Il est sans doute le dernier résistant à avoir vu à Lyon Jean Moulin vivant.

### Libération et Quatrième République

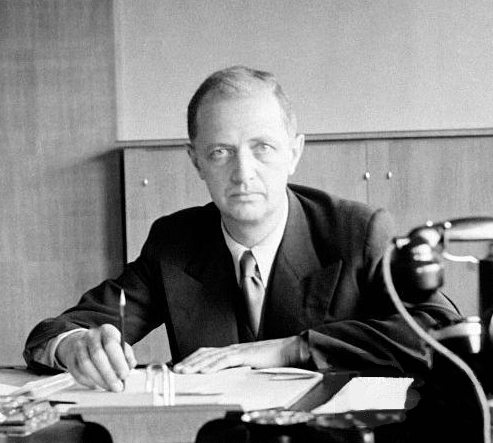
Christian Pineau, ministre du ravitaillement, en juin 1945.

Il est appelé par de Gaulle au gouvernement provisoire comme ministre du ravitaillement en mai 1945, quelques jours seulement après son retour de déportation.
Après avoir rejoint la SFIO, Pineau devient député socialiste de la Sarthe en 1945 et le reste jusqu'en 1958. Il est aussi conseiller général de la Sarthe à partir de 1955.
Ministre sous la Quatrième République (de façon continue de novembre 1947 à février 1950), il a à son actif le développement de la marine marchande, la création du conseil supérieur des transports, l'amélioration du statut des fonctionnaires et la création d'Air France.
En 1952, il est sollicité par Vincent Auriol pour constituer un gouvernement, mais décline l'offre.
Au sein de la SFIO, dont il a intégré le comité directeur en 1951, il est un soutien indéfectible du secrétaire général Guy Mollet.
En février 1955, il est désigné comme président du Conseil après la chute du gouvernement Pierre Mendès France, mais le gouvernement qu'il constitue n'est pas investi par l'Assemblée nationale et ne recueille que 268 voix contre 312. Pineau paye alors ses engagements très pro-européens et notamment sa défense acharnée de la Communauté européenne de défense.
De février 1956 à mai 1958, il est ministre des Affaires étrangères et participe à la mise en œuvre de l'expédition de Suez, ainsi qu'à la signature du protocole d'indépendance de la Tunisie le 20 mars 1956 avec le premier ministre tunisien Tahar Ben Ammar.
Il négocie le Traité de Rome, créant la Communauté économique européenne, qu'il signe, avec Maurice Faure, au nom de la France.
Il tente une « ouverture vers l'Est » en se rendant à Moscou avec le président du Conseil, Mollet.

### Cinquième République
Opposé au retour au pouvoir de de Gaulle en mai 1958, il s'éloigne pour la première fois de la ligne défendue par Mollet, et se rapproche d'Albert Gazier sans toutefois vouloir entrer dans une minorité interne à la SFIO.
Mis en difficulté par le changement de mode de scrutin, Pineau, qui concentrait son action sur l'activité ministérielle et parlementaire, est contraint de se présenter dans une circonscription voisine de celle de son canton et où il est moins connu, et il perd son siège de député. Il tente lors des élections suivantes de briguer une circonscription des Alpes-Maritimes, sans succès.
Il est cependant constamment réélu conseiller général jusqu'en 1979.
Candidat malheureux à la mairie du Mans en 1959, il s'oppose ensuite à la stratégie d'union de la gauche pratiquée par les socialistes locaux à partir de 1965.
Candidat aux élections sénatoriales de septembre 1968, il n'est pas élu.
En 1969, Mollet le pousse à se présenter au vote des militants pour l'investiture socialiste à l'élection présidentielle, contre Gaston Defferre. S'il mène campagne un certain temps, il ne va pas jusqu'au bout de la démarche.
Après avoir démissionné de son poste de secrétaire de la fédération socialiste de la Sarthe en 1971, il prend de plus en plus de distances avec la vie politique. Très défiant vis-à-vis de François Mitterrand, celui-ci le lui rend bien et s'oppose à sa candidature aux élections européennes de 1979.

## Écrivain et militant mutualiste

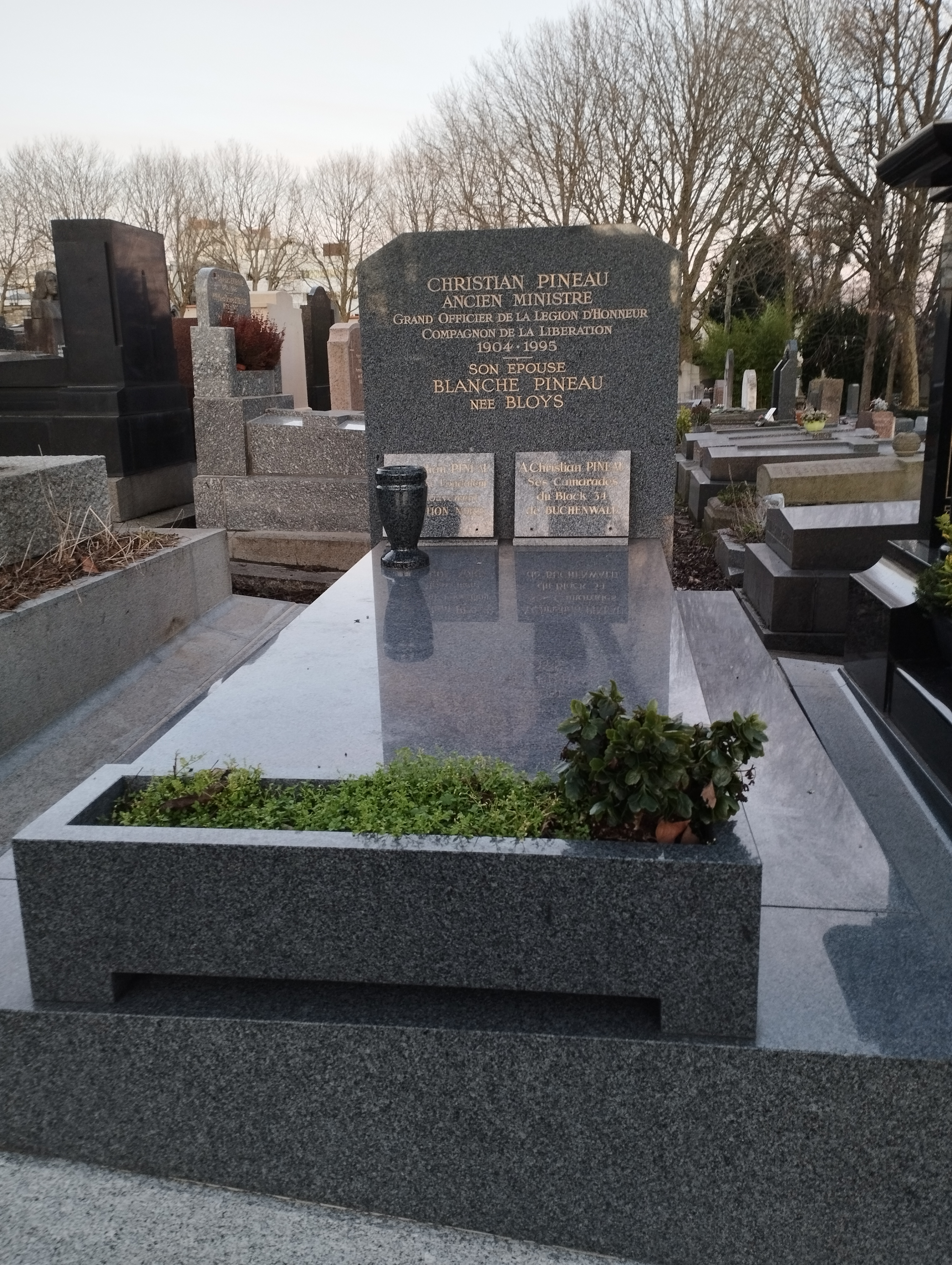
Tombe de Christian Pineau au cimetière du Père-Lachaise (division 97).

Dès les années 1960, il consacre cependant une grande partie de son activité à l'écriture, notamment avec deux romans fortement autobiographiques, Mon cher député (1959) et L'escalier des ombres (1963), le dernier consacré à la période de l'Occupation. Il rédige aussi des récits de souvenirs.
Il publie aussi régulièrement, pendant une vingtaine d'années, des contes pour enfants aux éditions Hachette.
À partir de 1972, sa grande cause est, aux côtés de la mutualité sociale agricole, le maintien des personnes âgées à domicile ; il œuvre notamment à l'expérimentation de l'hospitalisation à domicile dans son canton du Grand-Lucé.
Il est inhumé au cimetière du Père-Lachaise (97e division) à Paris.

## Distinctions
- Grand officier de la Légion d'honneur
- Compagnon de la Libération (16 octobre 1945)[8]
- Croix de guerre 1939-1945 (3 citations)
- Médaille de la Résistance française avec rosette (31 mars 1947)[9]
- Chevalier commandeur de l'ordre de l'Empire britannique (Royaume-Uni)
- Grand-croix de l'ordre de la Couronne (Belgique)
- Croix de guerre (Belgique)

## Fonctions gouvernementales
- Inspecteur du Ravitaillement, pour le gouvernement de Vichy en 1941.
- Ministre du Ravitaillement du gouvernement Charles de Gaulle (1) (du 30 mai au 21 novembre 1945)
- Ministre des Travaux publics et des Transports du gouvernement Robert Schuman (1) (du 24 novembre 1947 au 26 juillet 1948)
- Ministre des Travaux publics et des Transports du gouvernement André Marie (du 26 juillet au 5 septembre 1948)
- Ministre des Finances et des Affaires économiques du gouvernement Robert Schuman (2) (du 5 au 11 septembre 1948)
- Ministre des Travaux publics, des Transports et du Tourisme du gouvernement Henri Queuille (1) (du 11 septembre 1948 au 28 octobre 1949)
- Ministre des Travaux publics, des Transports et du Tourisme du gouvernement Georges Bidault (2) (du 29 octobre 1949 au 7 février 1950)
- Ministre des Affaires étrangères du gouvernement Guy Mollet (du 1er février 1956 au 13 juin 1957)
- Ministre des Affaires étrangères du gouvernement Maurice Bourgès-Maunoury (du 13 juin au 6 novembre 1957)
- Ministre des Affaires étrangères du gouvernement Félix Gaillard (du 6 novembre 1957 au 14 mai 1958)

## Publications
(liste exhaustive)
- La S.N.C.F. et les transports français ; Paris, S.E.P.E., 1950.
- Mon cher député ; Paris : R. Julliard, 1959
- La Simple Vérité, regard sur la période 1940-1945 ; 2 tomes; Paris : R. Julliard, 1960.
- L'Escalier des ombres ; Paris : R. Julliard, 1963.
- Nikita Sergueevitch Khrouchtchev ; Paris : Perrin, 1965.
- 1956, Suez ; Paris : Éditions Robert Laffont, 1976.
- « La résistance : Les mouvements », dans Jacques Meyer (dir.) et alii, Vie et mort des Français (1939-1945), Paris, Hachette (réimpr. 1980) (1re éd. 1971), 614 p., p. 293-324.
- Le Grand Pari : l'aventure du Traité de Rome (avec Christiane Rimbaud) ; Paris : Fayard, 1991.  (ISBN 2-213-02798-6)

Livres pour enfants
- Contes de je ne sais quand ; éditions Hachette, collection Idéal-Bibliothèque, 1952
- Plume et le saumon ;Hachette, coll. Idéal-Bibliothèque, 1954
- Plume et le Saumon ; Hachette, coll. Idéal-Bibliothèque, 1954
- L'Ourse aux pattons verts ; Hachette, coll. Idéal-Bibliothèque, 1956
- Cornerousse le mystérieux ; Hachette, coll. Idéal-Bibliothèque, 1957
- Histoires de la forêt de Bercé ; Hachette, coll. Idéal-Bibliothèque, 1958
- La Planète aux enfants perdus ; Hachette, coll. Idéal-Bibliothèque, 1960
- La Marelle et le Ballon ; Hachette, coll. Idéal-Bibliothèque, 1962
- La Bête à bêtises ; Hachette, coll. Idéal-Bibliothèque, 1965
- Le Roi mage et le Père Noël ; Hachette, coll. Idéal-Bibliothèque, 1968
- Le Loup et la Trompette ; Hachette, coll. Idéal-Bibliothèque, 1972

### Sources
Les papiers personnels de Christian Pineau sont conservés aux Archives nationales sous la cote 580AP

#### La Résistance et Libération-Nord
- Alya Aglan (préf. Jean-Pierre Azéma), La résistance sacrifiée : le mouvement Libération-Nord, Paris, Flammarion, coll. « Histoire, cultures et sociétés », 1999, 455 p. (ISBN 2-08-067697-0, présentation en ligne). Réédition : Alya Aglan (préf. Jean-Pierre Azéma), La résistance sacrifiée : histoire du mouvement Libération-Nord, Paris, Flammarion, coll. « Champs » (no 705), 2005, 455 p., poche (ISBN 2-08-080151-1, présentation en ligne).
- Marc Sadoun (préf. Maurice Duverger), Les Socialistes sous l'Occupation : Résistance et collaboration, Paris, Presses de la Fondation nationale des sciences politiques, 1982, XX-323 p. (ISBN 2-7246-0460-1, présentation en ligne).

#### La SFIO, Suez
- Denis Lefebvre, L'Affaire de Suez, Bruno Leprince, 1996.
- Denis Lefebvre, Les secrets de l'expédition de Suez, 1956, Paris, Perrin, 2010, 296 p. (ISBN 978-2-262-03326-2, présentation en ligne).
- Roger Quilliot, La S.F.I.O. et l'exercice du pouvoir, 1944-1958, Paris, Fayard, coll. « Les grandes études contemporaines », 1972, XIV-839 p.